# Miss Pimmentón
Miss Pimmentón: dispuesta a no casarse con nadie va ser una revista satírica reusenca de curta vida que va sortir el 1898.

## Història
Escrita en castellà, va sortir per criticar als membres de la Colla de ca l'Aladern o Grup modernista de Reus i també als periodistes locals. A la seva presentació diu que atacaran a "tanto bohemio aburrido y gloria Jané; y a cortar muchas pelucas de jóvenes modernistas, que dándoselas de "artistas" […] no fan re". Encara que no era de tendència estrictament republicana, publicà un escrit esperançat en la mort d'una monarquia submergida en una profunda crisi: "Leemos: Ha revestido desusada solemnidad el acto de confirmación de S.M. el rey D. Alfonso XIII. Con eso i con que mañana se "confirme" la pérdida de las Filipinas, nuestro gobierno habrá cumplido con dos importantes sacramentos, el de la confirmación y el de la penitencia. Ahora parece que prepara el de la extremaunción, y ¡A morir!".
Dirigida per Antoni Porta i Pallissé, professor de l'Institut de segon ensenyament, que després serà redactor de Batxiller, Diario de Reus, Lo Somatent, i director de Reus l'escrivia quasi en solitari. Va ser, segons l'historiador de la premsa satírica reusenca, Marc Ferran, "un periòdic efímer, amb un humor aigualit i poc mordaç".

## Aspectes tècnics
De format foli, a quatre pàgines, s'imprimia a la Impremta de Celestí Ferrando. Només en sortí un número, el 28 de juny de 1898

## Localització
- Només es coneix l'exemplar de la Biblioteca Central Xavier Amorós[4]